# Hanle (Ladakh)
Hanle ist ein Ort im indischen Unionsterritorium Ladakh.

## Lage und Einwohner
Der Ort liegt ca. 275 km südöstlich von Leh im ladakhischen Teil vom Changthang in einem Seitental des Indus. Da Hanle sehr Nahe an der Line of Actual Control liegt, braucht es für Besucher eine Genehmigung. Der Ort ist auch Ausgangspunkt für Fahrten zum höchsten mit Motorfahrzeugen befahrbarer Pass der Welt, den Umling La. Im Dorf leben 1879 Menschen.

## Geschichte
In Hanle ist ein Kloster aus dem 17. Jahrhundert das dem tibetischen Drugpa-Kagyü-Zweig angehört. Es zählt zu den größten Klöstern in Ladakh. Es wurde unter dem ladakhischen König Segne Namgyal (* 1616; † 1642) und dem tibetischen Lama Ngawang Gyatso erbaut. 
Seit 2001 ist auf 4500 m Höhe bei Hanle das Indische Astronomische Observatorium in Betrieb Es zählt zu den höchsten der Welt. Für Besucher steht bei rechtzeitiger Anmeldung eine kleine Pension zur Verfügung.

## Galerie

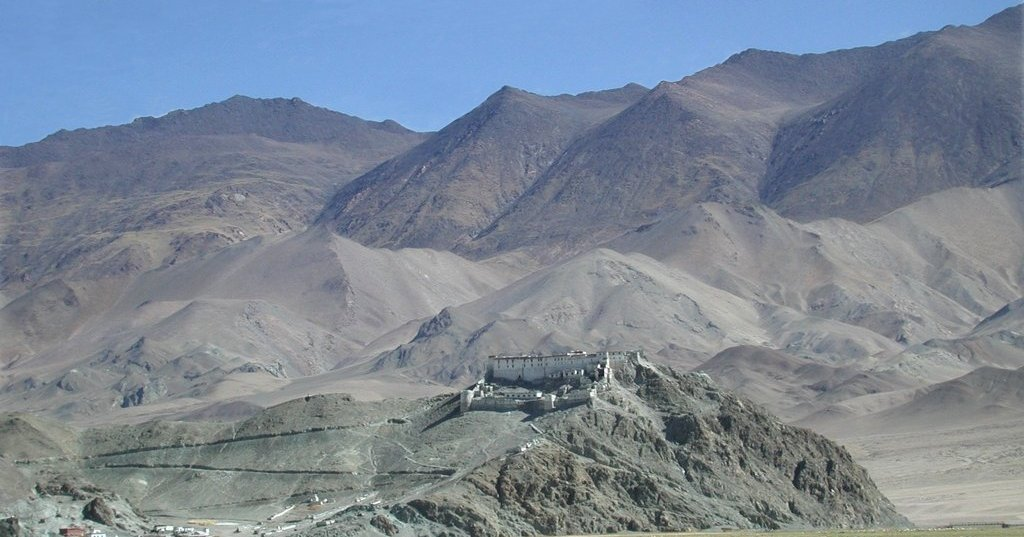
Kloster Hanle
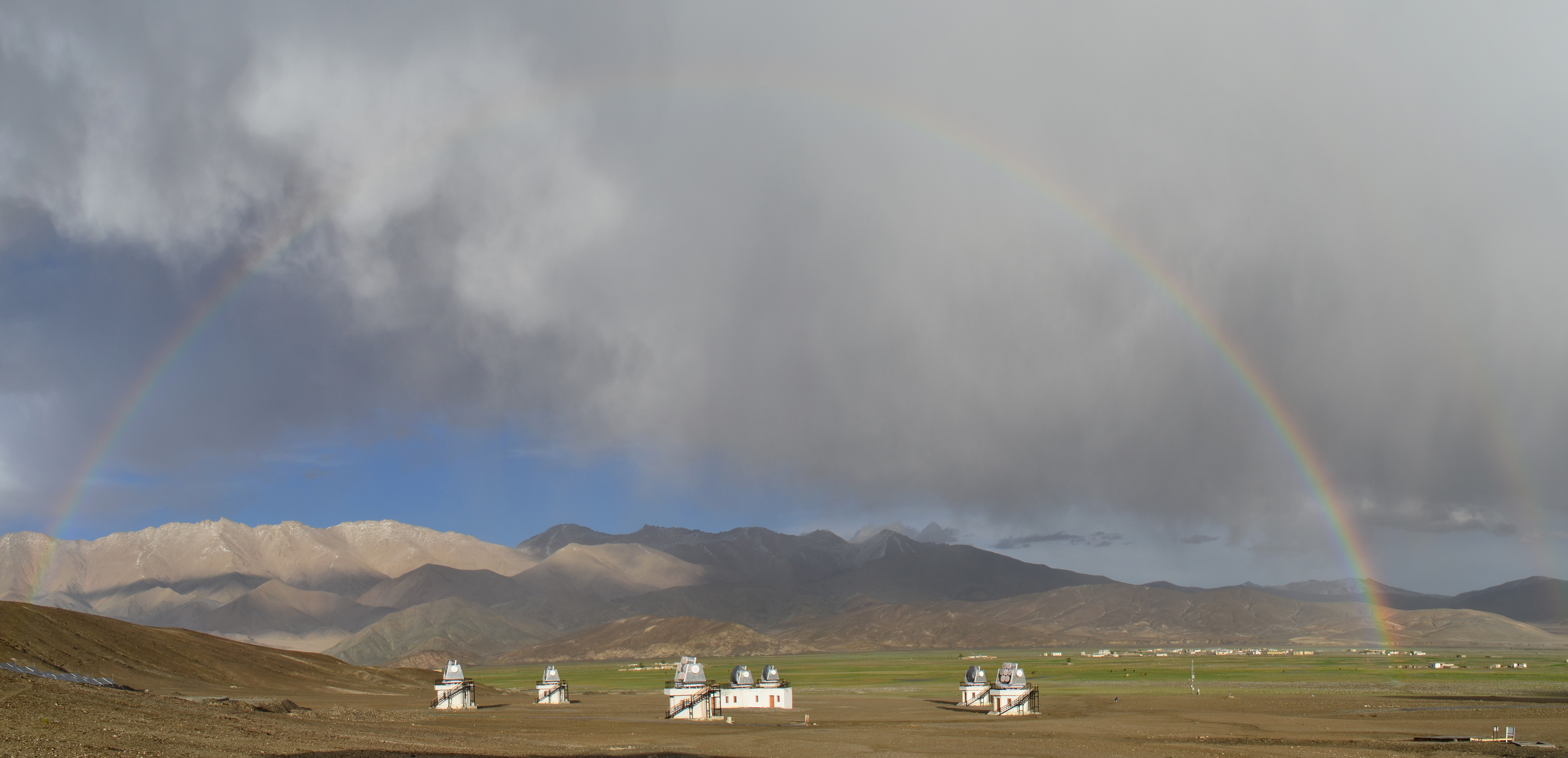
Observatorium